# Chrysococcyx osculans
El cuclillo de orejas negras, cucu de orejas negras, cuclillo oreja negra o cuclillo orejinegro (Chrysococcyx osculans) es una especie de ave de la familia Cuculidae.

## Hábitat y distribución
Puede encontrarse en Australia, Indonesia y Papúa Nueva Guinea. Su población no ha sido cuantificada, aunque se considera bastante común y estable.